# ديفيد أبوت (ساحر استعراضي)
ديفيد أبوت (بالإنجليزية: David Abbott)‏ هو ساحر استعراضي أمريكي، ولد في 1863 في فولس سيتي في الولايات المتحدة، وتوفي في 1934 بسبب السكري.